# Castlebar
Castlebar (iriska: Caisleán an Bharraigh) är en stad i grevskapet Mayo i Republiken Irland. Den är huvudort (county town) i Mayo och är belägen längs med vägen N5. Tätorten (settlement) Castlebar hade 12 068 invånare vid folkräkningen 2016.